# Juge des tutelles
Le juge des tutelles est un magistrat de l'ordre judiciaire chargé notamment d'ordonner l'ouverture des procédures de sauvegarde de justice, de curatelle, de tutelle et d'habilitation familiale. La fonction a été créée en 1964 à l'occasion de la grande réforme des tutelles.

## La tutelle des majeurs
Depuis la loi de mars 2019, le juge des contentieux de la protection exerce la fonction de juge des tutelles des majeurs qui connait principalement des mesures de protection des majeurs et qui siège au Tribunal Judiciaire.

## La tutelle des mineurs
Les fonctions de juge des tutelles pour les enfants mineurs sont exercées par le Juge aux affaires familiales qui connaît de l'émancipation, de l'administration légale et de la tutelle des mineurs, de la tutelle des pupilles de la nation et qui siège au Tribunal judiciaire.